# 700th Anniversary Stadium
Das 700th Anniversary Stadium (thailändisch สนามกีฬาสมโภชเชียงใหม่ 700 ปี) ist ein Fußballstadion mit Leichtathletikanlage in der thailändischen Großstadt Chiang Mai, Distrikt Mae Rim der Provinz Chiang Mai. Es wurde für die Austragung der Südostasienspiele 1995 gebaut. Zudem war es ein Austragungsort für die Asienspiele 1998. Es bietet 25.000 Plätze. Der Fußballverein Chiangmai FC kehrte zur Saison 2009 der Thai Premier League Division 1 wieder zurück ins Stadion, nachdem er zuvor in anderen Stadien der Stadt gespielt hatte. Seit 2018 ist die Anlage auch die Heimstätte des JL Chiangmai United FC. Architektonisch ist das Stadion ein Vorbau des Stadions zu Ehren des 80. Geburtstags des Königs in Nakhon Ratchasima. Die Sportstätte war auch ein Austragungsort der U-19-Fußball-Weltmeisterschaft der Frauen 2004.
Der Name des Stadions leitet sich von der 700-Jahr-Feier der Gründung Chiang Mai im Jahr 1296 ab.

## Nutzer des Stadions
| Verein                 | Zeitraum der Nutzung                          |
| ---------------------- | --------------------------------------------- |
| Chiangmai FC           | seit 2009                                     |
| JL Chiangmai United FC | Februar 2017 bis März 2017, seit Februar 2018 |
| Lamphun Warriors FC    | 2022 bis 2023                                 |